# Recilia parapruthii
Recilia parapruthii là loài côn trùng thuộc họ Cicadellidae, bộ Cánh nửa. Loài này được Chalam & Rama Subba Rao miên tả năm 2005.